# Dan Gilroy
Dan Gilroy, właściwie Daniel Christopher Gilroy (ur. 24 czerwca 1959 w Santa Monica) – amerykański reżyser i scenarzysta.

## Wczesne lata
Jest synem rzeźbiarki i pisarki Ruth Dorothy Gaydos oraz zdobywcy nagrody Pulitzera – Franka D. Gilroya. Ma dwóch braci: Tony'ego, reżysera i scenarzystę, oraz Johna, montażystę.
Dorastał w Washingtonville, gdzie uczęszczał do Washingtonville High School. Studiował literaturę angielską na Dartmouth Collage, naukę zakończył w 1981. Podczas studiów Gilroy interesował się dziełami pisarzy epoki wiktoriańskiej a do jego ulubionych twórców należeli Charles Dickens, Anthony Trollope i George Eliot.

## Kariera
W 1992 zadebiutował jako scenarzysta, pisząc, razem ze Stevenem Pressfieldem i Ronaldem Shusettem, scenariusz do filmu Freejack. Na planie produkcji poznał aktorkę Rene Russo, z którą ożenił się w tym samym roku.
W 2011 współtworzył scenariusz Gigantów ze stali. W 2012, razem ze swoim bratem, Tonym, pracował nad scenariuszem filmu  Dziedzictwo Bourna.
W 2014 premierę miał pierwszy wyreżyserowany przez niego film – Wolny strzelec. Gilroy wpadł na pomysł napisania scenariusza, kiedy czytał książkę Naked City, będącą kolekcją zdjęć, przedstawiających nocne życie mieszkańców Nowego Jorku. Pracę nad nim zaczął dopiero dwa lata później, po przeprowadzce do Los Angeles. Za swoją pracę był nominowany do Oscara za najlepszy scenariusz oryginalny i otrzymał nagrodę za najlepszy scenariusz podczas Independent Spirit Awards.
W 2017 współtworzył scenariusz do filmu Kong: Wyspa Czaszki. W tym samym roku wyreżyserował film Roman J. Israel, do którego napisał również scenariusz. W 2019 wyreżyserował film Velvet Buzzsaw.

## Życie prywatne
Gilroy mieszka w Los Angeles razem z aktorką Rene Russo, z którą ożenił się w 1992. W 1993 na świat przyszła ich córka, Rose, obecnie pracująca jako modelka.
Ma dwoje bratanków – Sama i Carolyn. W 2015 zmarł jego ojciec, Frank D. Gilroy.

## Filmografia
| Rok  | Tytuł               | Reżyser | Scenarzysta | Dodatkowe informacje            |
| ---- | ------------------- | ------- | ----------- | ------------------------------- |
| 1992 | Freejack            | Nie     | Tak         |                                 |
| 1994 | Eskorta             | Nie     | Tak         |                                 |
| 2005 | Podwójna gra        | Nie     | Tak         | Także jako producent wykonawczy |
| 2006 | Magia uczuć         | Nie     | Tak         |                                 |
| 2011 | Giganci ze stali    | Nie     | Tak         |                                 |
| 2012 | Dziedzictwo Bourna  | Nie     | Tak         |                                 |
| 2014 | Wolny strzelec      | Tak     | Tak         |                                 |
| 2017 | Kong: Wyspa Czaszki | Nie     | Tak         |                                 |
| 2017 | Roman J. Israel     | Tak     | Tak         |                                 |
| 2019 | Velvet Buzzsaw      | Tak     | Tak         |                                 |